# Даулет (Мангистауская область)
Даулет (каз. Дәулет) — село в Мунайлинском районе Мангистауской области Казахстана. Административный центр и единственный населённый пункт одноимённого сельского округа. Находится непосредственно к востоку от села Мангистау, административного центра района. Код КАТО — 475038100.

## Население
В 1999 году постоянное население в селе отсутствовало. По данным переписи 2009 года, в селе проживало 4800 человек (2418 мужчин и 2382 женщины).